# خودپرداخت
خودپرداخت‌ یا فرانشیز یا کاستنی در یک ضمانت‌نامهٔ بیمه، مانند بیمهٔ مسئولیت یا بیمهٔ مسافرت یا بیمهٔ سلامت؛ درصد یا قسمتی از خسارت، که طبق شرایط بیمه‌نامه بعهده بیمه‌گذار است و بیمه‌گر نسبت به آن تعهدی ندارد، مگر آنکه در مورد نوع و نحوه محاسبه آن، توافق شده باشد.